# ОШ „Драгомир Марковић” Крушевац
ОШ „Драгомир Марковић” је једна од неколико основне школе у Граду Крушевцу. Налази се у улици Ћирила и Методија 3, Крушевац.

## Историјат школе
ОШ „Драгомир Марковић“ Крушевац је основана у фебруару месецу 1961. године под називом 6. основна школа. Школа је добила име по учитељу Драгомиру Марковићу. Прва генерација која је уписала школу и завршила осмогодишње школовање је била 1954. годиште па све до данас.

## О школи
Школа располаже са 24 учионице, 7 кабинета, фискултурном салом и отвореним спортским теренима у дворишту школе. Страни језици који се уче у школи су енглески,италијански и немачки језик. Настава се одвија у две смене.

## Активности у школи
- Едукација о здравим навикама у исхрани за ученике 4.разреда, 13. фебруара 2024. године.[4]
- Ученици првог и другог разреда имали су прилику да саслушају предавање ,,Безбедност деце у саобраћају“ у оквиру пројекта Заједно и безбедно кроз детињаство, 20. новембра 2023. године.[5]
- Ученицима 1. и 2.разреда припадници Ватрогасно спасилачког батаљона у Крушевцу Никола Поповић и Владимир Милошевић одржали су едукацију заштите од пожара  и елементарних непогода, 18. октобра 2023. године.[6]